# Gleißbühl
Gleißbühl ist ein Stadtteil der kreisfreien Stadt Nürnberg und als statistischer Distrikt 020 ein Teil des Bezirks 2 Marienvorstadt in der Altstadt und engeren Innenstadt.

## Lage
Gleißbühl liegt in der Nähe des ehemaligen Marientors östlich der Stadtmauer in der Marienvorstadt von Nürnberg und wird von der Pegnitz tangiert.

## Geschichte
Am Viehmarkt vor dem Frauentor lag bis zum 19. Jahrhundert der so genannte „Scherleins-Garten“, benannt nach der Familie Scherl, die den Hof vom 16. Jahrhundert bis ca. 1639 besaß. Über den Hof führten zwei Wege, welche die Lorenzer und Sebalder Stadt mit der Hadermühle verbanden. Auf dem weitläufigen Areal standen drei Häusergruppen: Am Südwesteck zum Viehmarkt hin die größte aus Wohn- und Wirtschaftsgebäuden, eine weitere an der Gasse von der Lorenzer Stadt zur Hadermühle und eine letzte Gruppe am Südosteck gegenüber dem Flaschenhof.
Gegen Ende des 18. Jahrhunderts gab es in Gleißbühl, das auch Scherleinsgarten genannt wurde, 5 Anwesen. Das Hochgericht übte die Reichsstadt Nürnberg aus, was aber von den brandenburg-ansbachischen Oberämtern Schwabach und Burgthann bestritten wurde. Grundherren waren der Nürnberger Eigenherr von Kreß (1 Herrenhaus, 2 Häuser und mehrere Gartenhäuser) und das Kriegsamt der Reichsstadt Nürnberg (1 Wachhaus).
Im Rahmen des Gemeindeedikts wurde Gleißbühl dem 1808 gebildeten Steuerdistrikt Gleißhammer und der im selben Jahr gegründeten Ruralgemeinde Gleißhammer zugeordnet. 1825 wurde Gleißbühl nach Nürnberg eingemeindet. 1857 erwarb die Stadt die Grundstücke und es entstand hier die Marienvorstadt.
Die ursprünglichen Häusergruppen wurden im Laufe des 19. und des frühen 20. Jahrhunderts im Zuge der Anlage der Marienvorstadt überbaut. 1930 hatten sich weder vom Herrensitz noch von den zugehörigen zahlreichen Gebäuden und Teilgärten irgendwelche Reste erhalten.

### Einwohnerentwicklung
| Jahr      | 001818 | 001824 | 001840 |
| Einwohner | 37     | 37     | 51     |
| Häuser    | 9      | 7      | 4      |
| Quelle    | [ 7 ]  | [ 3 ]  | [ 8 ]  |

## Religion
Der Ort ist seit der Reformation überwiegend protestantisch. Die Einwohner evangelisch-lutherischer Konfession nach St. Peter (Nürnberg) gepfarrt, die Einwohner römisch-katholischer Konfession in die Frauenkirche (Nürnberg).

## Infrastruktur
Die Gleißbühlstraße verbindet den Rathenauplatz mit dem Hauptbahnhof. Der U-Bahnhof Wöhrder Wiese der Linien 2 und 3 befindet sich an dieser Straße, ebenso wie das Druckhaus der Nürnberger Zeitungsverlage.